# Cladopsammia manuelensis
Cladopsammia manuelensis är en korallart som först beskrevs av Auguste Jean Baptiste Chevalier 1966.  Cladopsammia manuelensis ingår i släktet Cladopsammia och familjen Dendrophylliidae. Inga underarter finns listade i Catalogue of Life.